# 太阳庙农场
太阳庙农场是中国内蒙古自治区巴彦淖尔市杭锦后旗下辖的一个类似乡级单位，位于杭锦后旗与乌拉特后旗、磴口县交界处。
前身是北京军区内蒙古生产建设兵团一师四团，于1975年转制为国营农场，2013年移交杭锦后旗。辖区共计23万亩，即153多平方公里。其中耕地1.4亩、水域2.6万亩，其余为荒滩、沙荒地。下辖8个农业分场。

## 行政区划
太阳庙农场共辖以下地区：
一分场村、三分场村、四分场村、五分场村、六分场村、七分场村、八分场村、九分场村、二分场村、十分场村、渔场村。